# Ernest Simoni
Ernest Simoni (Troshani (Blinisht), 18 oktober 1928) is een Albanees geestelijke en een kardinaal van de Rooms-Katholieke Kerk.
Simoni werd geboren op 18 oktober 1928 in een klein bergdorpje in het noordwesten van Albanië. Hij werd op 7 april 1956 priester gewijd. In december 1963 werd hij door de Albanese autoriteiten gevangen genomen omdat hij een mis had opgedragen ter herinnering aan de Amerikaanse president Kennedy, die een maand eerder vermoord was. Hij werd berecht en ter dood veroordeeld. De straf werd omgezet in een gevangenisstraf van 25 jaar met dwangarbeid. Na 18 jaar van zijn straf te hebben uitgezeten werd hij vrijgelaten. Vervolgens nam hij zijn ambt als priester weer op.
In september 2014 ontmoette Simoni paus Franciscus tijdens diens pastorale bezoek aan Albanië. Hij sprak met de paus over zijn ervaringen als gevangene van het communistische bewind.
Simoni werd tijdens het consistorie van 19 november 2016 kardinaal gecreëerd. Hij kreeg de rang van kardinaal-diaken. Zijn titeldiakonie werd de Santa Maria della Scala. Omdat hij op het moment van creatie ouder was dan tachtig jaar is hij niet kiesgerechtigd bij een toekomstig conclaaf. Ook heeft Simoni, vanwege zijn hoge leeftijd, dispensatie om niet tot bisschop te worden gewijd voor het consistorie.
- Gemeinsame Normdatei: 1163132209
- Virtual International Authority File: 81151837978420520006
- WorldCat: E39PBJdRBVJ7hDRb3J9V8bbw4q